# Juliette and the New Romantiques
Juliette and the New Romantiques sono un gruppo musicale statunitense con alla voce l'attrice Juliette Lewis. Il gruppo è nato dalle ceneri del precedente gruppo della sua leader i Licks.
Juliette and the New Romantiques hanno pubblicato il loro album d'esordio Terra Incognita il 1º settembre 2009.

## Discografia

### Album in studio
- 2009 - Terra incognita

### Singoli
- 2009 - Terra incognita
- 2009 Fantasy Bar